# Нягое Басараб
Ион Няго́е I Басара́б (рум. Neagoe I Basarab) (ок. 1459 — 15 сентября 1521) — господарь Валахии из династии Крайовеску (1512—1521). Сын великого валашского ворника боярина Пырву Крайовеску.
Могущественный боярский род Крайовеску был изгнан валашским господарем Владом Тынэром из Валахии. Крайовеску бежали в турецкие владения, где получили военную помощь. В январе 1512 г. валашский господарь Влад Тынэр был разгромлен в битве под Бухарестом, взят в плен и убит. Новым господарем был провозглашен Нягое Крайовеску, который принял фамилию Басараб и представился сыном господаря Басараба IV Цепелюша.
Валашский господарь Нягое Басараб смог добиться определенной стабильности, повысить благосостояние государства и его престиж. Стремился реорганизовать государственные, налоговые и судебные органы управления. Поддерживал тесные связи с Трансильванией и Молдавией, установил отношения с Польшей, Венецией, Священной Римской империей и папским престолом. Он даже предлагал своё посредничество в споре между православной и католической церковью. Такими и другими шагами Нягое Басараб собирался принять участие в антитурецкой коалиции.

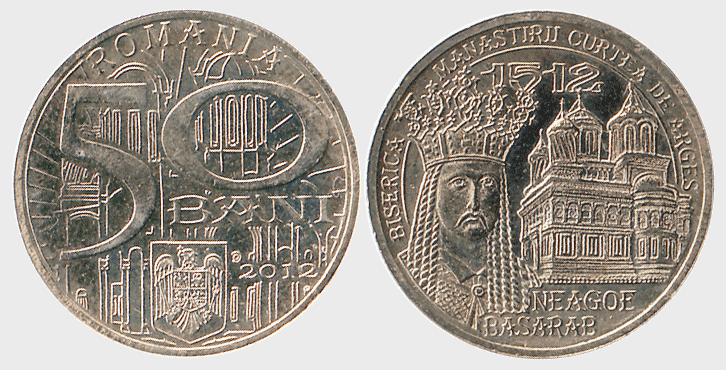
Монета Румынии, 50 бани 2012 г., Нягое Басараб на фоне основанного им монастыря в г. Куртя-де-Арджеш.

Канонизирован Румынской Православной Церковью в 2008 году. 7 марта 2018 года решением Священного Синода Русской Православной Церкви включён в месяцеслов Русской Православной Церкви с днём памяти 9 октября.